# Врховец, Иосип
Иосип Врховец (хорв. Josip Vrhovec; 9 февраля 1926, Загреб, Королевство сербов, хорватов и словенцев — 14 февраля 2006, Загреб, Хорватия) — югославский хорватский государственный деятель, секретарь ЦК Союза коммунистов Хорватии (1983—1984), министр иностранных дел Югославии (1978—1982).

## Биография
Участвовал в Народно-освободительной войне. Окончил экономический факультет Загребского университета.
- 1956—1957 и 1959—1963 гг. — главный редактор журнала «Вестник в среду»,
- 1957—1959 гг. — корреспондент газеты «Вестник» в Великобритании,
- 1963—1967 гг. — в США,
- 1968—1970 гг. — главный редактор газеты «Вестник»
- 1972—1974 гг. — секретарь исполнительного комитета ЦК Союза коммунистов Хорватии,
- 1974—1978 гг. — член Президиума ЦК СКЮ. Участвовал в преследовании участников «хорватской весны» во главе с будущим президентом страны Франьо Туджманом.
- 1978—1982 гг. — министр иностранных дел СФРЮ. После смерти Президента Тито в 1980 г. стал проводить внешнеполитический курс на сближений с Западом,
- 1983—1984 гг. — секретарь ЦК Союза коммунистов Хорватии,
- 1984—1989 гг. — член Президиума СФРЮ.

В конце 1980-х гг. выступал против политики Слободана Милошевича.